# Ясен (Власеница)
Ясен (серб. Јасен / Jasen) — село в общине Власеница Республики Сербской Боснии и Герцеговины. Население составляет 110 человек по переписи 2013 года.